# Xinji
Xinji (辛集市S, XīnjíP) è una città-contea della Cina, situata nella provincia di Hebei e amministrata dalla prefettura di Shijiazhuang.